# Lago Krasnoe
Il lago Krasnoe (in russo Красное озеро) è il più grande lago nel Circondario autonomo della Čukotka. Si trova nell'Anadyrskij rajon, vicino all'estuario dell'Anadyr'.

## Geografia
Il lago, che ha un bacino di 458 km², è largo 15 km, lungo 35 ed è profondo in media 4 m. Il suo bacino è delimitato a occidentale dai rilievi dei monti Čiklevskie (Чиклевские горы, 280–390 m), e a est dalla cresta dei monti Rarytkin (хребет Рарыткин). Il lago copre una parte del vecchio letto dell'Anadyr' ed è collegato al fiume da due canali. Sulle rive dei corsi d'acqua immissari è presente un numero significativo di grandi pezzi di ossidiana. Le rive orientali del lago sono ripide, quelle a nord e a sud sono piatte e basse.
Alcune isole si trovano tra i canali di sbocco all'Anadyr': Zalivnoj, Čajačij, Mejnyilir (острова Заливной, Чаячий, Мейныилир).

## Fauna
Il lago è ricco di pesce d'acqua dolce: Stenodus nelma, Coregonus nasus (del genere Coregonus); luccio, salmone keta, salmone rosa, salmerino alpino e alcune specie di Osmerus. Quando il ghiaccio si scioglie, arriva nel lago anche un piccolo branco di beluga.